# Nowaja Lada
Nowaja Lada (ros. Новая Ляда) – osiedle typu miejskiego w Rosji, w obwodzie tambowskim, w rejonie tambowskim. W 2010 liczyło 5207 mieszkańców.